# Gwardia koronna
Ten artykuł należy dopracować:

przedstawiono sytuację tylko z polskiej perspektywy – artykuł powinien być przekrojowy.
Pomóż go poprawić. 
Gwardia koronna – oddziały gwardii w armii koronnej Rzeczypospolitej w XVIII w. Zadaniem gwardii koronnej była ochrona osoby króla oraz jego siedzib, a także czuwanie nad bezpieczeństwem obrad trybunałów: Trybunału Koronnego w Piotrkowie i w Lublinie oraz Trybunału Skarbowego Radomskiego.
Liczebność gwardii w 1646 z powodu sprawy trubeckiej ograniczono do 1200 żołnierzy, pod dowództwem szlachcica obywatela Rzeczypospolitej i pod władzą i jurysdykcją Marszałków Obojga Narodów.
Skład
- Regiment Gwardii Konnej Koronnej – dragoni, nazywani od twórcy regimentu – Wilhelma Miera – "dragonami mirowskimi".
- Regiment Gwardii Pieszej Koronnej

Gwardia koronna była uzbrojona i umundurowana na wzór zachodnioeuropejski.

Wszechstronny opis gwardii koronnej w czasach saskich zawiera dzieło Jędrzeja Kitowicza Opis obyczajów za panowania Augusta III: regiment konny, regiment pieszy.

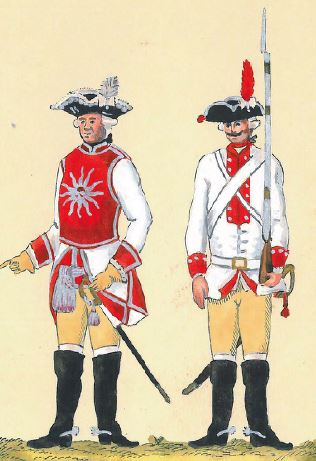
Oficer i szeregowy Gwardii Konnej Koronnej w stroju paradnym w 1775
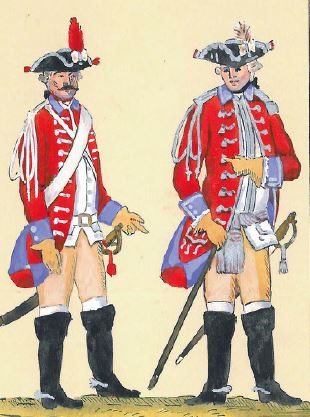
Szeregowy i oficer Gwardii Konnej Koronnej w mundurze zwykłym w 1775